# خیشانگاره
خیشانگاره (به انگلیسی: Kishangarh) یک منطقهٔ مسکونی در هند است که در ناحیهٔ اجمیر واقع شده‌است. خیشانگاره ۸۹۵٫۷۸ کیلومتر مربع مساحت و ۱۵۵٬۰۱۹ نفر جمعیت دارد و ۴۳۳ متر بالاتر از سطح دریا واقع شده‌است.